# Douglas County (Illinois)
Douglas County is een county in de Amerikaanse staat Illinois.
De county heeft een landoppervlakte van 1.080 km² en telt 19.922 inwoners (volkstelling 2000). De hoofdplaats is Tuscola.

## Bevolkingsontwikkeling

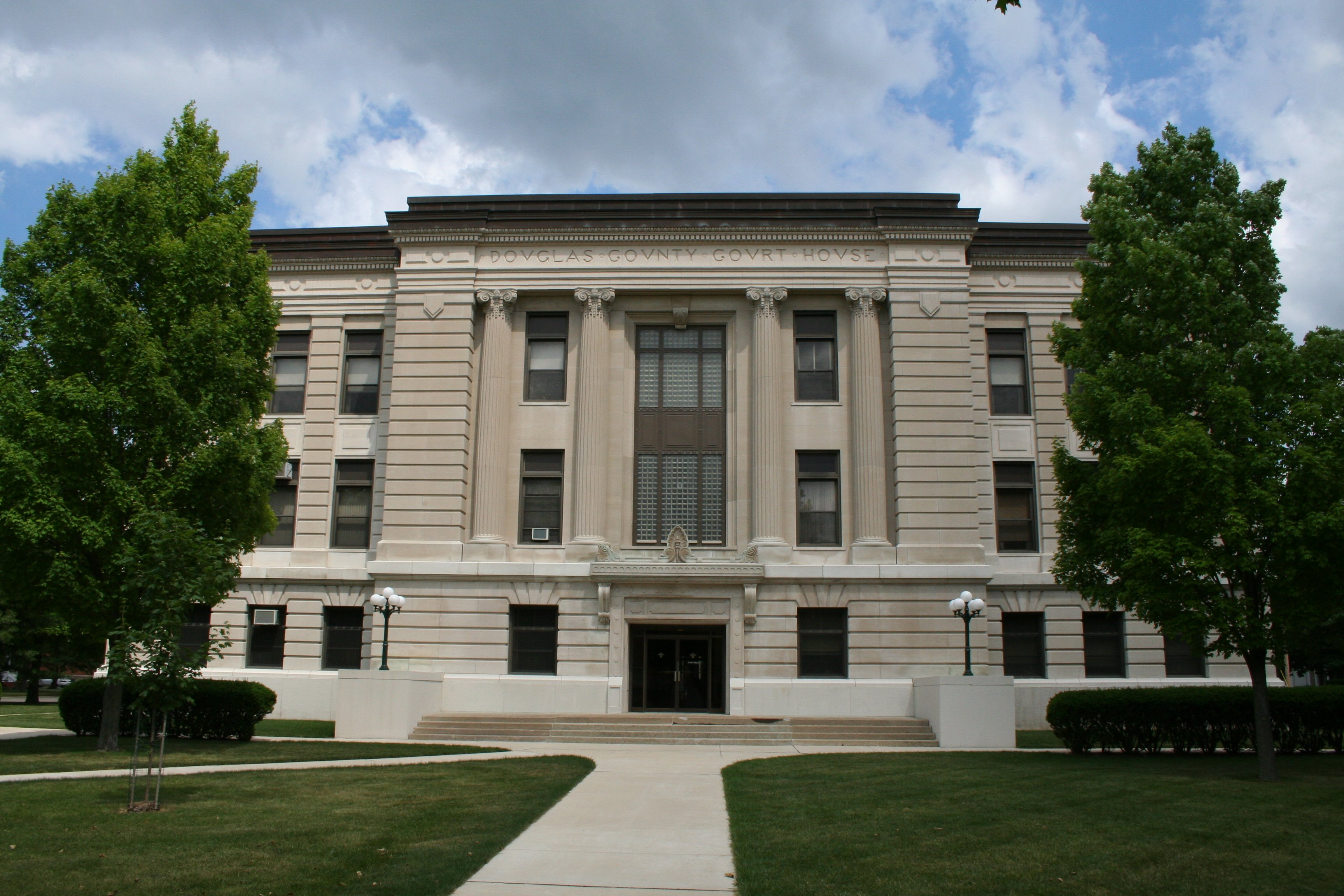
Douglas County Courthouse